# Rikken Kaishintō

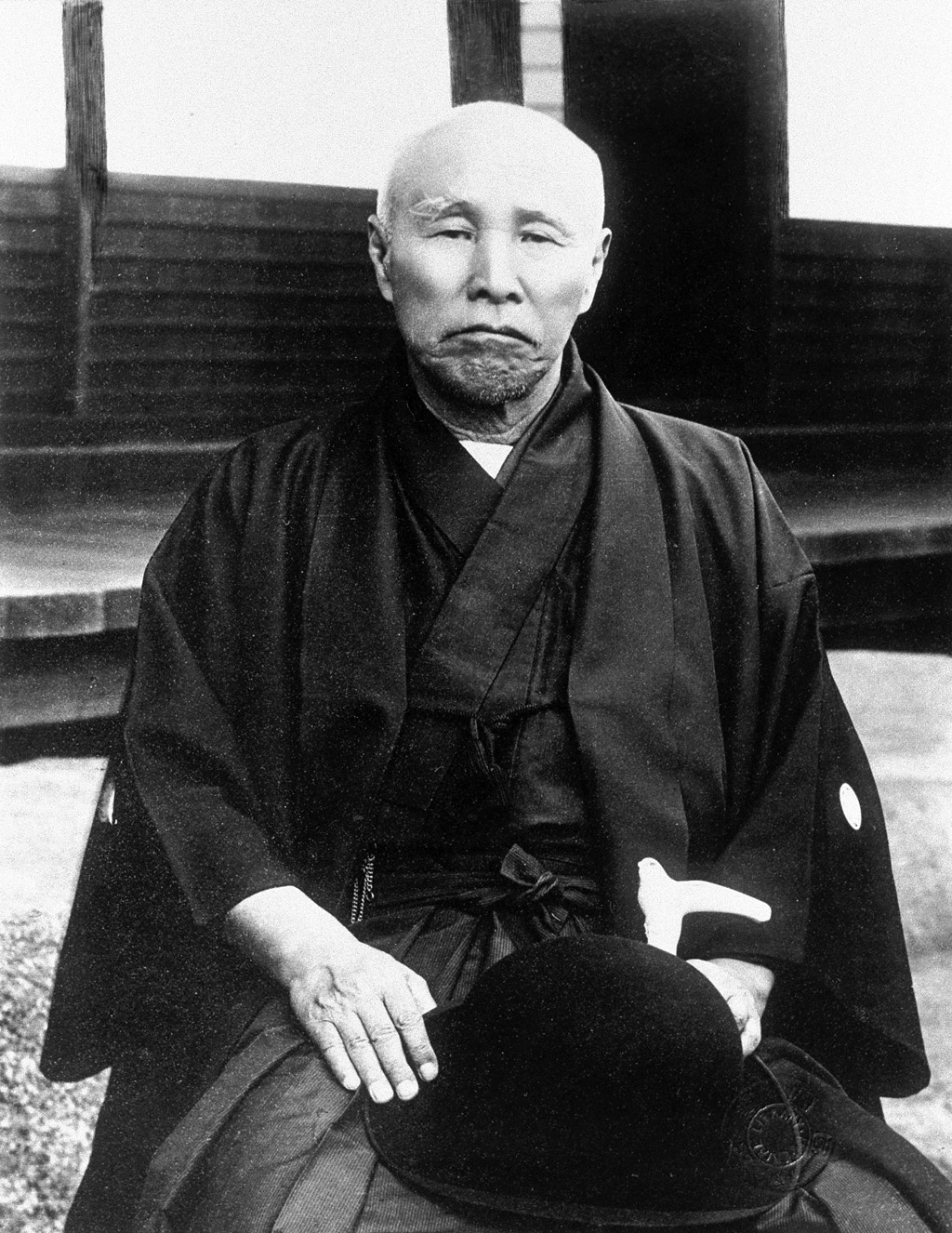
Shigenobu Okuma, le fondateur du Rikken Kaishintō.

Le Rikken Kaishintō ou Parti progressiste constitutionnel (立憲改進党) était un parti politique pendant l'ère Meiji au Japon. Il est également nommé Kaishintō.
Le Kaishintō fut fondé par Shigenobu Okuma en avril 1882, avec l'aide de Ryūsuke Yano, Azusa Ono, Tsuyoshi Inukai et Yukio Ozaki. Il recevait de l'aide financière du zaibatsu Mitsubishi, et était très soutenu par la presse japonaise et les intellectuels urbains.
Le Kaishintō poursuivait un idéal modéré, réclamant une monarchie constitutionnelle similaire à celle du Royaume-Uni dans le cadre d'une démocratie parlementaire. Dans le discours inaugural du parti, Ōkuma a souligné le rôle symbolique du monarque dans le type de gouvernement qu'il cherchait. Il a aussi déclaré que les radicaux qui soutenaient la participation directe de l'empereur dans les décisions politiques pourraient mettre fin à l'institution impériale.
Lors de la première élection de la Diète en 1890, le Kaishintō a obtenu 46 sièges à la Chambre des représentants, devenant ainsi le second parti après le Jiyūtō.
Ensuite, le Kaishintō adopta une politique extérieure nationaliste et en mars 1896, il fusionna avec d'autres petits partis nationalistes pour former le Shinpotō.